# Pseudofentonia emiror
Pseudofentonia emiror är en fjärilsart som beskrevs av Alexander Schintlmeister. Pseudofentonia emiror ingår i släktet Pseudofentonia och familjen tandspinnare. Inga underarter finns listade i Catalogue of Life.